# Ә
Das Ә (Kleinbuchstabe ә), auch (kyrillisches) Schwa genannt, ist ein Buchstabe des kyrillischen Alphabets, der in vielen Sprachen genutzt wird. Der Lautwert ist im Baschkirischen, Kasachischen und Tatarischen æ, im Dunganischen ɤ, im Kalmückischen und Kurdischen ə und im Abchasischen ʷ. In der abchasischen Sprache zählen Buchstabenkombinationen mit ә als separate Buchstaben und haben eigene Positionen im Alphabet.

## Zeichenkodierung
| Standard  | Standard    | Majuskel Ә                    | Minuskel ә                  |
| --------- | ----------- | ----------------------------- | --------------------------- |
| Unicode   | Codepoint   | U+04D8                        | U+04D9                      |
| Unicode   | Name        | CYRILLIC CAPITAL LETTER SCHWA | CYRILLIC SMALL LETTER SCHWA |
| UTF-8     | UTF-8       | D3 98                         | D3 99                       |
| XML/XHTML | dezimal     | &#1240;                       | &#1241;                     |
| XML/XHTML | hexadezimal | &#x04D8;                      | &#x04D9;                    |